# Une fois encore
Une fois encore (en francés, en el original; en español, Una vez más) es una encíclica del papa Pío X, publicada el 6 de enero de 1907. Se trata de la tercera encíclica de este papa dirigida a los católicos franceses sobre la ley de separación de la Iglesia y el estado de 1905 y los complementos legislativos o reglamentarios aprobados posteriormente.

## Contexto histórico
La aprobación por la Cámara de Diputados francesa de la Ley de 9 de diciembre de 1905, de separación de la Iglesia y el estado, provocó una grave crisis entre Francia y la Santa Sede. Pío X, En la encíclica Vehemente Nos (11 de febrero de 1906) Pío X condenó el modo en que la ley establecía esa separación. Posteriormente, el 10 de agosto de 1906, el papa publicó una nueva encíclica, Gravissimo officii munere, en la que, tal como había anunciado en Vehementer Nos, indicaba la medidas que consideraba necesario tomar para defender y preservar la religión en Francia; en concreto, prohibía la formación de las asociaciones de culto que exigía la ley para permitir el uso de los templos.
La nueva encíclica, Une fois encore, publicada en francés de un modo especialmente claro la respuesta de la Iglesia a la ley francesa de separación de la Iglesia y el Estado, teniendo además en cuenta, los argumentos utilizados por los promotores de asa ley, ante la actitud de la Iglesia. Por otra parte, el 2 de enero de 1907 el Parlamento francés aprobó una nueva ley que, completando la citada ley de 1906, ordenó la expulsión de los obispos, de los párrocos y de los seminaristas de los palacios episcopales, de los casas parroquiales y de los seminarios; la última parte de la encíclica se refiere al contenido de esta última ley.

## Contenido
El texto, tal como es publicado en la ASS no incluye epígrafes ni numera los párrafos. No obstante en su contenido puede identificarse varias partes a las que, en el resumen que sigue, se les da un título que resalta su estructura. En las citas que se recogen a coninuación, se indica el párrafo en que se encuentran utilizando el ordinal que les correspondería en el original.
Comienza el Papa la encíclica, que dirige al episcopado y al pueblo francés, mostrando su solicitud por la situación que atraviesa la Iglesia en Francia

Une fois encore, les graves événements qui se précipitent en votre noble pays, Nous amènent à adresser la parole à l'Eglise de France pour la soutenir dans ses épreuves et pour la consoler dans sa douleur. C'est en effet, quand les fils sont dans la peine que le coeur du Père doit plus que jamais s'incliner vers eux.
Una vez más, los graves acontecimientos que se precipitan en vuestro noble país nos llevan a dirigirnos a la Iglesia de Francia para apoyarla en sus pruebas y consolarla en su dolor. De hecho, cuando los hijos sienten dolor, el corazón del Padre debe inclinarse ante ellos más que nunca.
Une fois encore, §1

### Una legislación antirreligiosa
El papa califica de antirreligiosa la política del gobierno francés, porque:

No es solo el cristianismo lo que se quiere desarraigar del corazón a cualquier precio, sino también cualquier creencia que, elevando al hombre por encima de los horizontes de este mundo, dirija sobrenaturalmente sus cansados ojos al cielo. 

La ilusión, de hecho, ya no es posible. Se ha declarado la guerra a todo lo que es sobrenatural, porque detrás de lo sobrenatural está Dios, y es él a quien se quiere eliminar del corazón y la mente del hombre es Dios.
Une fois encore, §4

Expone además su protesta contra la expoliación de los bienes de la Iglesia:

Supone una deslealtad poner a la Iglesia en la situación de tener que elegir entre la ruina material y una infracción de su constitución, que es de origen divino, por esto (la Iglesia) rechazó, incluso a costa de la pobreza, alterar la obra de Dios. Por esto ella mantuvo sus posesiones, no las abandonó. En consecuencia, declarar vacante la propiedad eclesiástica en un momento definido si, en ese momento, la Iglesia no ha creado dentro de ella un nuevo organismo; someter esta creación a condiciones en clara oposición a la constitución divina de esta Iglesia, puesta así en la obligación de abandonarla; atribuir luego estos bienes a terceros, como si se hubieran convertido en propiedad sin dueño; y, finalmente, afirmar que al hacerlo, no se despoja a la Iglesia sino que solo se dispone de una propiedad abandonada por ella: no es solo razonar con un sofisma, sino que agrega una burla a la más cruel de las expoliaciones.
Une fois encore, §11

Mantiene su oposición a las asociaciones cultuales, exponiendo los motivos por los que, tal como están previstas por la ley, no son aceptables por la Iglesia, así indica que  

La ley se ha organizado de tal manera que sus disposiciones a este respecto están directamente en desacuerdo con los derechos que, derivados de su constitución, son esenciales para la Iglesia, especialmente con respecto a la jerarquía eclesiástica, la base inviolable que se le ha dado. por el Divino Maestro mismo. Además, la ley confiere a estas asociaciones poderes que son exclusivos de la autoridad eclesiástica, ya sea en relación con el ejercicio del culto o la posesión y administración de bienes. Por último, estas asociaciones religiosas no solo están exentas de la jurisdicción eclesiástica, sino que las ha puesto bajo la autoridad civil
Une fois encore, §12

Rechaza también la declaración anual que la ley exige para el ejercicio del culto:

En cuanto a la declaración anual requerida para el ejercicio del culto, esta no ofrece la seguridad legal que sería deseable. Sin embargo, aunque en principio las reuniones de fieles en las iglesias no tienen ninguno de los elementos constitutivos de las reuniones públicas y, de hecho, sería odioso aceptar su asimilación para evitar males mayores, la Iglesia podría haber estado dispuesta a tolerar esta declaración. Pero [la ley] al establecer que "el sacerdote o el sirviente ya no sería" en su iglesia "más que un ocupante sin título legal, que no tendría derecho a hacer ningún acto de administración", impuso a los ministros de culto, en el mismo ejercicio de su ministerio, una situación tan humillante e imprecisa que, en tales condiciones, la declaración ya no podía ser aceptada.
Une fois encore, §14

### Comentarios sobre la ley de 2 de enero de 1907
A partir de ese momento la encíclica se refiere a la nueva ley que el Parlamento había aprobado pocos días antes de la publicación de esta carta. El papa considera que, con ella, se establece la expoliación de los bienes de la Iglesia, pues 

Aunque su divino fundador nació pobre en un pesebre y murió pobre en una cruz, aunque ella misma conocía la pobreza desde su cuna, los bienes que tenía en sus manos no dejaban de ser de su propiedad, y nadie tenía derecho a privarla de ello. Esta propiedad, indiscutible desde todos los puntos de vista, había sido sancionada oficialmente por el Estado; por lo tanto, no podía violarla.
Une fois encore, §15

También, en la medida en que la nueva ley trata de la organización del culto, solo introduce la anarquía y la incertidumbre, sobre la continuidad del destino de los edificios eclesiásticos al culto y durante cuánto tiempo se mantendrá ese uso. Los sacerdotes quedan, en atención al culto, a discreción de la autoridad municipal, Cada parroquia deberá afrontar todas la cargas económicas, y al mismo tiempo la ley limita los recursos que pueden destinarse a este fin, Todo esto muestra que la nueva ley agrava la Ley de Separación, y por tanto el Papa puede sino reprobarla. 

La redacción, poco clara y ambigua, de algunos de los artículos de esta ley pone de manifiesto el objetivo perseguido por nuestros enemigos. Quieren destruir la Iglesia y descristianizar a Francia, como ya hemos comentado, pero de modo que la gente no se preocupe demasiado ni preste demasiada atención. Si su objetivo fuese, tal como afirman, realmente popular, se atreverían a llevarlo a cabo de manera visible y asumirían toda la responsabilidad. Pero esta responsabilidad, lejos de asumirla, se defienden y apartan de ella, la rechaza y, para tener más éxito, la hacen recaer sobre la Iglesia, su víctima. De todas las pruebas, esta es la clara de que su dañina obra no responde a los deseos del país.
Une fois encore, §17

### Motivos de las decisiones del papa
El papa, reitera que su comportamiento ante estas leyes ha sido el que le exigía el ministerio del que ha sido investido por Dios, el mismo que hubiese hecho cualquier otro Pontífice romano; por ello remite a la historia para juzgar su actuación:

Esperamos sin miedo, por lo tanto, el veredicto de la historia. Ella dirá que, con los ojos fijos en los derechos superiores de Dios para defenderlos, no queríamos humillar al poder civil o luchar contra una forma de gobierno, sino salvaguardar la obra intangible de Nuestro Señor y Maestro Jesucristo. Ella dirá que os hemos defendido con toda la fuerza de nuestra inmensa ternura, oh amado hijos; que lo que hemos reclamado y reclamamos para la Iglesia, de quien la Iglesia de Francia es la hija mayor y una parte integrante, ha sido el respeto de su jerarquía, la inviolabilidad de sus bienes y la libertad; que, si nuestra solicitud hubiera sido concedida, la paz religiosa no hubiera sido perturbada en Francia, y que, el día en que se escuche, esta paz tan deseable renacerá allí.
Finalmente, ella dirá que si, seguro de vuestra magnánima generosidad, no hemos dudado en deciros que había llegado la hora del sacrificio, ha sido para recordarle al mundo, en nombre del Maestro de todas las cosas, que aquí en la tierra el hombre debe alimentar preocupaciones superiores a las de las contingencias perecederas de esta vida, y que la alegría suprema, la alegría inviolable del alma humana en esta tierra, es el deber sobrenaturalmente realizado cueste lo que cueste, y por esto mismo, a pesar de todo, honrar, servir y amar a Dios
Une fois encore, §19

Concluye la encíclica

"Confiando en que la Virgen Inmaculada, Hija del Padre, Madre del Verbo, Esposa del Espíritu Santo, obtendrá de la Santísima y Adorable Trinidad mejores días, como un signo de la calma que seguirá a la tormenta. Nosotros tenemos esta firme esperanza, y desde lo más profundo del alma otorgamos nuestra bendición apostólica a vosotros Venerables Hermanos, así como a su clero y a todo el pueblo francés.
Une fois encore, §20